# Spangolita
L'spangolita és un mineral de la classe dels sulfats. Va ser nomenat així en 1890 per Samuel Lewis Penfield en honor de Norman Spang (1842 - 1922), col·leccionista de minerals d'Etna, al comtat d'Allegheny, Pennsilvània, Estats Units, proveïdor de l'espècimen tipus per al seu estudi.

## Propietats
L'spangolita és un mineral de color verd blavós principalment que cristal·litza en el sistema trigonal. És un mineral força tou, ja que la seva duresa és 3 en l'escala de Mohs. Té una lluentor vítria i és translúcid. Els exemplars tabulars prims de spangolita es poden confondre amb la calcofil·lita.
Els cristalls tenen un aspecte freqüentment holoèdric, de prismes curts [0001], o més comunament, tabulars {0001}. El prisma i cares trigonals de les piràmides estan horitzontalment estriades amb sèries de piràmides trigonals i prismes en combinació oscil·lant. Les geomètricament equivalents piràmides trigonals positives i negatives estan aparentment sempre desenvolupades de la mateixa manera, el que li dona un aspecte hexagonal al cristall.

## Formació
És un mineral secundari que es troba comunament amb altres minerals secundaris de coure a les zones oxidades dels jaciments cuprífers.